# Who's Nailin' Paylin?
 Pour plus de détails, voir Fiche technique et Distribution
Who's Nailin' Paylin? est un film pornographique satirique américain réalisé par Jerome Tanner, sorti le 4 novembre 2008 par Hustler Video.
Scénarisé par Roger Krypton, le film fait la satire des candidates de l'époque au poste de vice-présidente des États-Unis d'Amérique, dont Sarah Palin, à travers le personnage "Serra Paylin" joué par Lisa Ann. Les actrices Holly West, Sindee Jennings, Nina Hartley et Jada Fire complètent le casting - les deux dernières jouant respectivement les rôles parodiques d'Hillary Clinton et de Condoleezza Rice. Le casting masculin comprend les acteurs Alex Knight, Evan Stone et Mike Horner.
Produit par Hustler Video, la production s'est déroulée sur deux jours et comprend cinq scènes de sexe, couvrant les périodes de vie où Serra Paylin était étudiante universitaire, son parcours en Alaska ou encore sa participation à l'élection présidentielle américaine de 2008. 

## Contexte
|                                             |  |  |
| Lisa Ann interprète le rôle de Sarah Palin. |  |  |

Lors de la Convention nationale républicaine de 2008, Sarah Palin a été annoncée comme candidate du parti à la vice-présidence. À la suite de cette information, une annonce anonyme a été publiée par les producteurs de Larry Flynt Publications, afin de trouver des sosies de la candidate pour tourner dans un film pornographique. 3 000 dollars américains ont été payés pour ce travail, qui a été considéré comme "choquant" par le chroniqueur Violet Blue pour un rôle sans scènes de sexe anal,.
L'actrice Lisa Ann a été invitée à jouer dans le film le 2 octobre - le jour du débat entre les candidats à la vice-présidence - et, après l'avoir accepté, elle n'a eu que quatre jours pour se préparer. Pour s'imprégner du personnage, Lisa Ann a étudié les tics et les maniérismes de Palin lors de sa participation au débat, puis a visionné les parodies réalisées par la comédienne Tina Fey dans le comique humoristique «Saturday Night Live». L'actrice est par ailleurs aller acheter des vêtements similaires à ceux utilisés par Sarah Palin, choisis après qu'Ann ait consulté des amis proches, et les acquis par le biais de la chaîne de magasins Macy's, avant de les modifier en vue de les utiliser lors du tournage. Ce tournage a commencé le 11 octobre 2010 et a duré deux jours,.

## Tournage
Le film débute dans le salon de Serra Paylin, au moment où deux soldats russes frappent à la porte, demandant à utiliser le téléphone. Les Russes, impressionnés par Paylin, entament une courte conversation, puis démarrent une scène de triolisme.
Un interlude fait référence à la première scène, montrant un exemplaire d'un journal qui, dans son titre, annonce: « Paylin soutient la pénétration russe! » et, à l'intérieur du studio d'enregistrement de Faux News, le présentateur Bill Orally fait l'éloge de la "politique étrangère" de Paylin, critiquant la "gauche hypocrite". Après ces commentaires, la deuxième scène commence, dans un hôtel de Washington: une stagiaire tente d'apprendre à Paylin à remplacer l'expression "You betcha" par "Absolutely", mais, voyant que de tels efforts se révèlent improductifs, abandonne les leçons de grammaire et commence à lui donner des leçons sur l'histoire des États-Unis. Lorsque ceux-ci échouent également, Serra quitte la pièce. Dès son départ, la stagiaire se dit: « Quelle putain de tête pleine d'air ». À ce moment, le mari de Serra sort de sous le lit, où il se cachait, déclarant à la stagiaire : « Essayez de vivre avec elle ». La stagiaire commence à être déshabillée par le mari de Paylin, qui lui suggère de mimer certains traits de Paylin, tels que les lunettes et l'accent. Ensuite, la stagiaire a avec lui la deuxième scène de sexe du film, une scène de sexe anal, qui fait référence à la politique étrangère de Paylin.
|                                                   |  |  |
| Jada Fire interprète le rôle de Condoleezza Rice. |  |  |

|                                                    |  |  |
| Nina Hartley interprète le rôle d'Hillary Clinton. |  |  |

La troisième et la quatrième scènes commencent dans la chambre de Serra Paylin, qui dort, se déroulant ainsi dans un univers onirique. Au début de la troisième scène, Serra est dans sa chambre, pensant aux prochains jours de la campagne présidentielle, quand elle s'endort. Dans ce premier rêve, elle séduit un partenaire de son mari. La scène se termine avec les deux partenaires ayant des relations sexuelles, et, après en avoir terminé, Paylin continue à être montrée endormie et agitée pendant son sommeil, quand un autre rêve est alors mis en scène: Serra - jouée ici par Sindee Jennings - fréquente "l'Université internationale de I-DA-HO". En 1987, pendant un cours, elle participe activement à une discussion sur la pseudoscience, au cours de laquelle elle soutient que la Terre n'aurait que 10 000 ans, et que les fossiles seraient une astuce conçue par Satan pour tromper l'humanité. Après le cours, Serra demande à l'enseignant s'il pourrait recommander un rituel pour la protéger de la sorcellerie. Ce dernier lui assure qu'un cunnilingus lui donnerait toute la protection dont elle pourrait avoir besoin.
La cinquième et dernière scène commence par un monologue de Bill Orally à «Faux News», qui annonce une conférence de presse convoquée par Paylin pour se défendre contre les accusations d'adultère. Sans jamais répondre directement aux questions posées, Serra aborde les accusations avec des réponses évasives. Après le départ de la presse, un ménage à trois lesbien commence, avec Serra et les personnages Hilly et Condi.

## Casting
- Lisa Ann interprète le rôle Serra Paylin, parodie de Sarah Palin[13] pour lequel elle a été recommandée par Joseph Kahn[14],
- Nina Hartley interprète "Hilly", parodie d'Hillary Clinton[15],
- Holly West interprète une stagiaire de la Maison-Blanche. Avec Alex Knight, elle tourne l'unique scène de sexe anal du film. Le nom de son personnage n'est pas défini dans le film[16],[17],[18],
- Jada Fire interprète "Condi", parodie de Condoleezza Rice, secrétaire d'État des États-Unis durant l'administration George W. Bush. L'actrice ressentait une forte admiration pour la personne de Condoleezza Rice, et son interprétation fut félicitée par la critique[15],[16],[17],[18],[19],
- Sindee Jennings interprète Serra Paylin lors d'un flashback, quand Paylin était étudiante à l'université. Sa seule scène du film est tournée avec l'acteur Evan Stone[18],[19],
- Alex Knight interprète Todd, le "Mr Serra Paylin". Mari de Paylin, figurant dans une seule scène du film, il n'a pas de relations sexuelles avec Lisa Ann ou Holly West[16],[17],[18],[19],
- Evan Stone interprète le professeur de Paylin à l'Université de I-DA-HO[17],[18],
- Mike Horner interprète Bill Orally, un présentateur de Faux News. Il s'agit d'une parodie de Bill O'Reilly sur Fox News[20].

Les acteurs Lee Stone, Sachsa et Mick Blue complètent ce casting.

## Répercussions

### Récompenses
En 2009, "Who's Nailin 'Paylin" remporte un XBIZ Award dans la catégorie "Campagne publicitaire de l'année", la seule pour laquelle il avait été nommé,. Aux XBIZ Awards de l'année suivante, le film a été nommé dans la catégorie "Film de l'année", et Lisa Ann dans la catégorie "Performance féminine de l'année".
Aux AVN Awards 2010, il a été nommé dans trois catégories: "Meilleure comédie", "Meilleure campagne publicitaire pour un projet individuel" et "Titre de l'année", ne remportant que la dernière. La série de films dérivés figurait parmi les nommés pour le même prix, en compétition dans la catégorie "Meilleure nouvelle série" et "Vous êtes Nailin 'Palin", pour le prix du "Meilleur DVD interactif",.
- AVN Awards 2010 : Titre le plus audacieux[27]
- Nominations AVN Awards 2010[27]
  - Meilleure actrice pour Lisa Ann
  - Meilleur comédie
  - Meilleure campagne de marketing - Projet individuel
- XBIZ Award - 2009 Marketing Campaign of the Year

## Formats
Who's Nailin 'Paylin? a été initialement mis sur le marché en format DVD, et mis à la vente le 4 novembre 2008. La version DVD présente le film au format écran large anamorphique et affiche une image avec un rapport hauteur / largeur de 1,78:1 et une résolution de 480i, codée dans une image MPEG-2, avec un taux de transfert de 5,1 Mbps. L'audio est présenté au format Dolby Digital 2.0, avec un taux de transfert de 192 kbps et 48 kHz. En ce qui concerne les extras, la version DVD présente plusieurs « bandes-annonces » d'autres films d'Hustler Video, une galerie d'images du film, affichées sous forme de diaporama, et un documentaire d'environ 30 minutes montrant les coulisses du film et présentant de courtes interviews de plusieurs membres de la distribution, où ils sont interrogés sur leurs connaissances politiques.
La version Blu-ray est sortie plus tard, re-présentant tous les extras de la version DVD, mais en ajoutant la scène principale du film « Obama est Nailin 'Palin » au film. D'une durée d'environ dix-neuf minutes, cette scène supplémentaire présente Lisa Ann, jouant à nouveau la version comique de Sarah Palin, dans une scène de sexe avec l'acteur Guy DiSilva, qui joue une version idéalisée de Barack Obama. Le film est également présenté au format «grand écran anamorphique» dans la version blu-ray, répétant le rapport hauteur / largeur, mais à une résolution plus élevée: 1080i, avec un taux de transfert de 22,1 Mbps. L'audio a de nouveau été inclus au format 2.0, mais avec un taux de transfert plus élevé de 224 Kbits/s et 48 kHz.